# جون ليندساي
جون ليندساي (بالإنجليزية: John Lindsey)‏ هو لاعب كرة قاعدة أمريكي، ولد في 30 يناير 1977 في هاتيسبورغ في الولايات المتحدة.

## وصلات خارجية
- جون ليندساي على موقع دوري كرة القاعدة الرئيسي (الإنجليزية)
- جون ليندساي على موقعبيزبول رفرنس.كوم (الدوري الرئيسي) (الإنجليزية)
- جون ليندساي على موقعبيزبول رفرنس.كوم (الدوري الثانوي) (الإنجليزية)
- جون ليندساي على موقع إي إس بي إن.كوم (أم.أل.بي) (الإنجليزية)
- جون ليندساي على موقع مشجعي الرسوم البيانية (الإنجليزية)